# 龙洋
龙洋，也称龍銀，近代东亚地区铸有龙的图案一类的银元的俗称，中国、日本、安南和朝鲜均曾在各自国家发行。其中龙的形象在日本、朝鲜龙洋上出现在正面，在中国、安南龙洋上出现在背面。
龙洋的形制源自于从16世纪开始流入东亚地区的西班牙银元，西班牙银元每枚重27.22克，成色为90.0%，也就是每元含银24.5克，各国龙洋均参照了这一重量和成色。
日本从明治三年（1870年）开始鑄造龙洋，中國从清光绪十五年（1889年）开始铸造。

## 背景

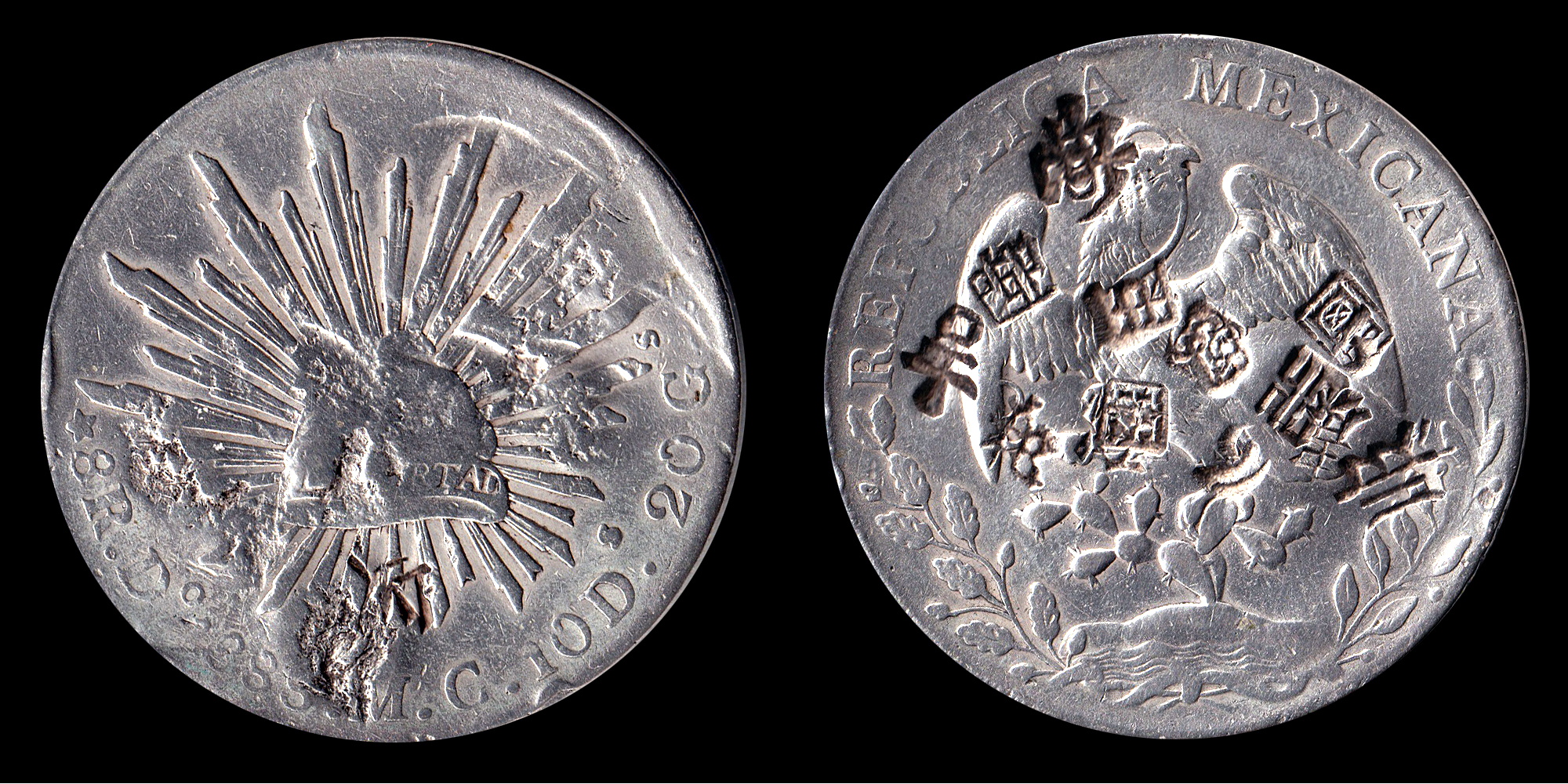
带有过多戳记的烂版墨西哥银元

随着西班牙于16世纪在菲律宾建立起殖民统治，市中市（马尼拉的前身）成为一个转口港，西班牙的船队每年定期往返于菲律宾马尼拉和新西班牙总督区阿卡普尔科（今墨西哥阿卡普尔科）之间，横穿太平洋将大量的中国商品，经菲律宾中转，运往美洲甚至西欧，同时也将大量在墨西哥铸造的银元经菲律宾中转输入到中国，这就是所谓的“马尼拉大帆船”贸易。
马尼拉大帆船贸易给西班牙人带来大量财富的同时，也使西班牙的“八里亚尔”银元大量流入东亚各国，并被广泛应用于国际贸易和日常交易，西班牙银元成为远东贸易中的一个货币标准。以致于西班牙在美洲的殖民统治崩溃后，西方国家发现同中国进行贸易时，首选的支付方式就是使用西班牙银元的继承者墨西哥银元。
多国家因此发行了与西班牙银元相同的重约27.22克，含银量900‰的贸易银元、本国货币或殖民地货币，如英国的叻币和港币，日本龙洋，中国龙洋，法属印度支那元等等。其中，英国于1866年5月在香港銅鑼灣成立香港鑄幣廠，铸造一圆等面值的银币，是“圆”作为货币单位首次出现在钱币上。

## 安南龙洋

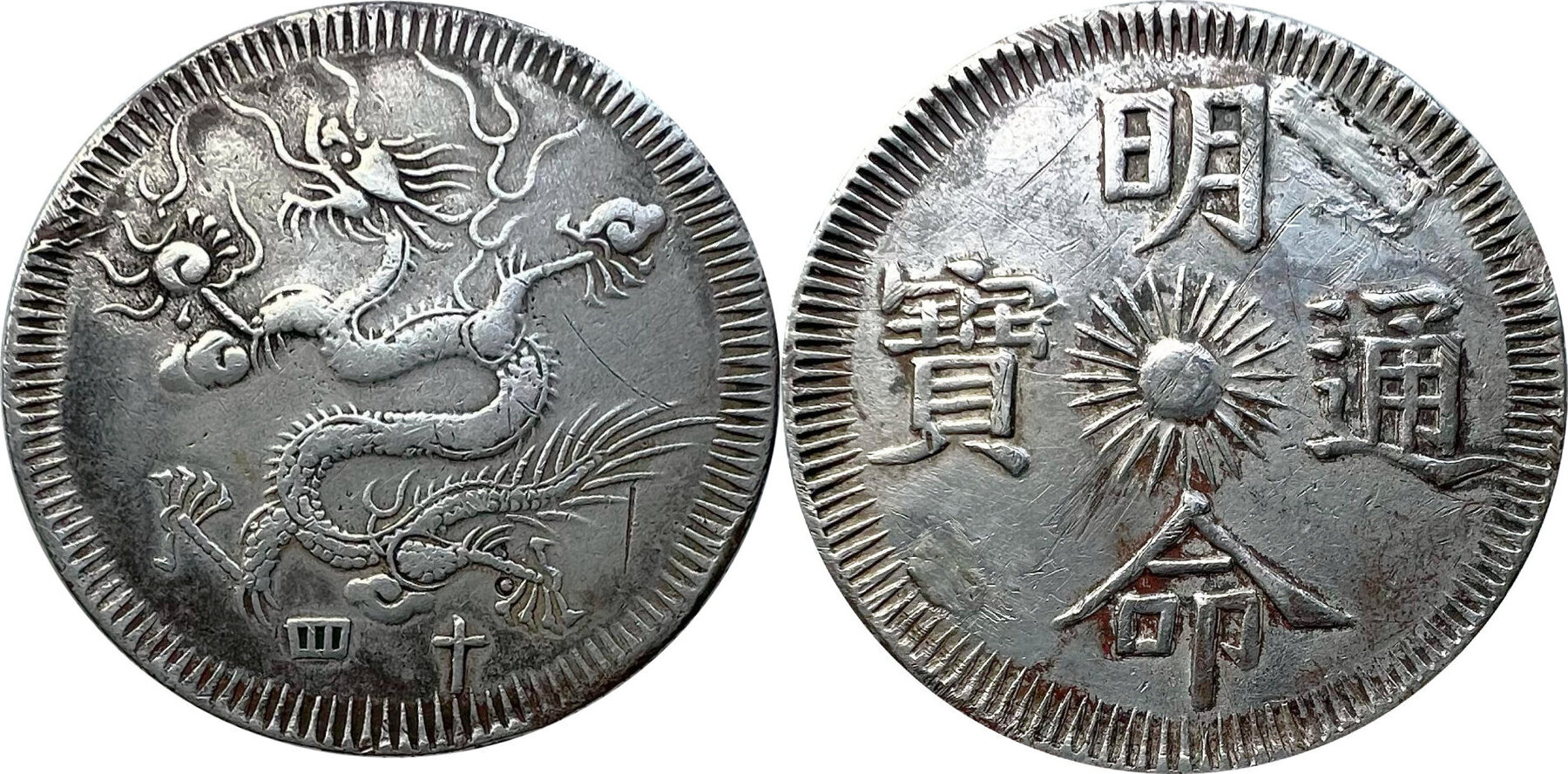
安南明命通寶，鑄造於1833年

安南王室在1830年代手制了几种背面带有龙图的明命通宝银元。

## 日本龙洋

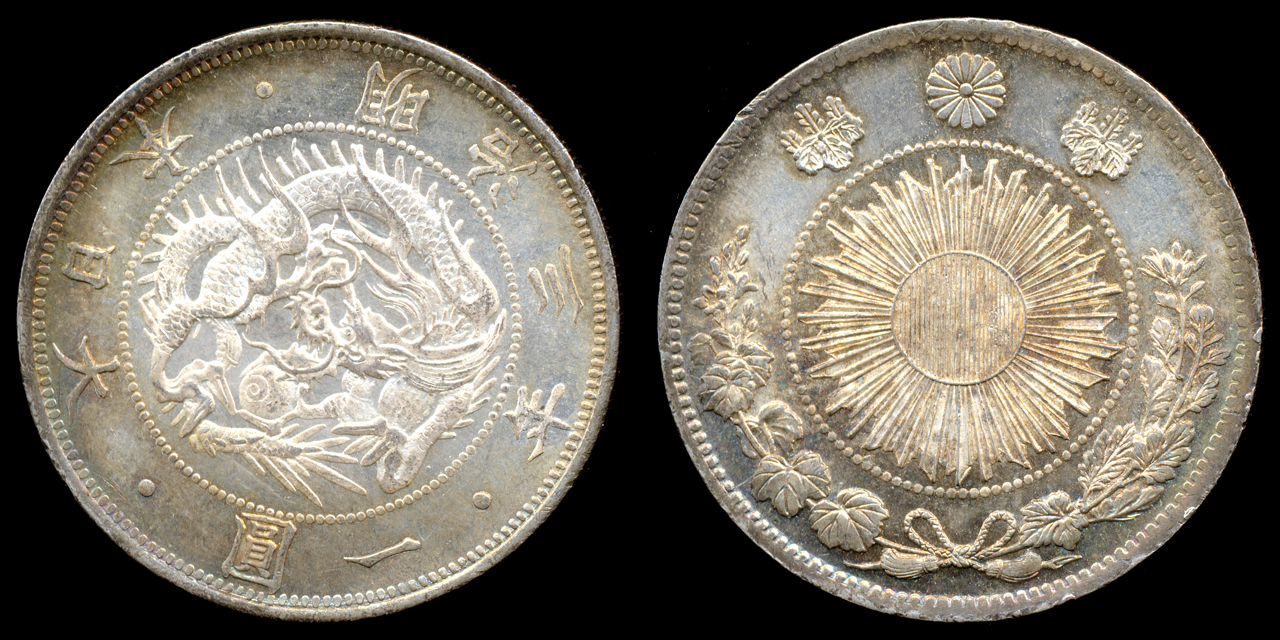
日本明治三年一圆银币

1868年，日本明治天皇上台，开启明治維新，推行现代化改革。维新政府于明治三年（1870年），从香港购得造币机器，开始铸造本国银圆。这批机器来自于1866年开设，1868年就关停的香港造币厂，日本政府以6万港元的价格购买了该厂的全套造币机械。
明治四年（1871年）5月10日，日本政府颁布《新货条例》（明治4年太政官布告第267号），废止江户幕府时代的一分银等银币，制造重416格令（约26.96克），含银90.00%的贸易一圆银币，同时制作50钱以下的银辅币。为防止银辅币流失海外，成色减为800‰，质量约减少7.2%。
面额一圆的银币均带有龙图，铸造发行始于明治三年（1870年），止于大正三年（1914年），45年间共铸造了34个年号，依次是明治三年、七到三十年、三十四到三十九年、四十一年、四十五年和大正三年，分为三大版别，既正面龙图背面太阳的明治三年版，正面龙图背“一圆”的明治七年版，正面龙图背“贸易银”的明治八年版。明治三年版仅发行于明治三年，明治七年版发行于明治七年和明治十一年之后，明治八年版仅发行于明治八至十年。

## 中国龙洋

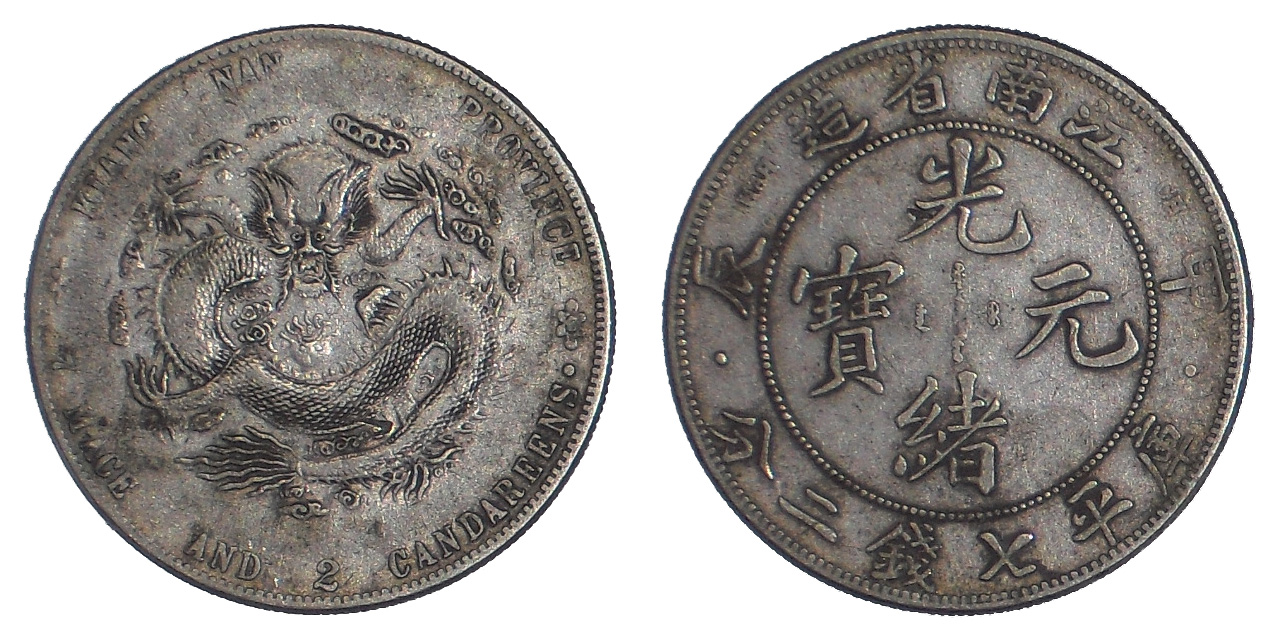
中國龍銀

传统上，中國硬币多为利用铸造法制造的铜钱，明清时期白银的使用日渐广泛，但多为铸造的银锭或碎银。清朝乾隆年间，在西藏仿照尼泊尔银币制造发行的藏币，是中国最早的仿照欧洲打压法制作的银币。
由於銀幣攜帶便利，每枚成色、重量穩定，不似元寶需要澆灌融鑄，較為方便，廣受歡迎。尤其晉商、徽商等全國性的商業人士，更加愛用。一般情形下，一個銀元約重0.72兩，九成銀，故僅含有銀0.648兩。但民間大致上以0.7兩白銀，兌換一個銀元。（有時以0.69兩兌換，稱六九銀；亦有時以0.72兩兌換，稱七二銀。）由於鷹洋、佛銀等外國銀幣的流入，嚴重影響中國的幣制和金融，同時也促進中國的幣制改革。
光緒十四、十五年间（1888年-1889年）在廣東省起開始以接近的重量、成色鑄造銀幣。其後均開始自鑄銀幣，抵抗外國貿易銀。銀幣因為上有蟠龍像，因此被稱為「龍銀」，各行省纷纷仿制。1889年，廣東地方當局正式設立正式設立銀元局，彷照鷹洋的重量、成色和式樣，用機器大量鑄造，開啟中國自製银圆的先例。同時，張之洞眼見外國銀幣佔據中國市場，並換回十足的銀兩，造成中國人的貿易損失，故提議設局鑄幣，獲得朝廷同意，光緒十六年（1890年）鑄出龍洋。各地各自鑄造，皆以龍為記，故稱龍銀、龍洋。
宣統二年（1910年），清朝廷颁布《币制则例》，规定银为本位币，以西制「標準重量為27.47克；成色90.2%，含銀24.76克」每枚重库平银七钱二分，含纯银九成，合六钱四分八厘。翌年5月开始铸造大清銀幣。旋因辛亥革命发生，未正式发行。

## 韩国龙洋
在朝鲜王朝時代，朝鮮半島曾模仿日本使用銀圓，並鑄造了帶有雙龍圖騰的五兩及一圜銀幣，直到1897年朝鮮成為日本保護國後，改國號為大韓帝國，並於1902年開始發行大韓帝國圜，並鑄造了帶有與日本龍銀相同龍樣的半圜銀圓。
|  |

## 备注
1. ↑  并非“圆”首次被用作货币单位，此前在中国已有使用，如1841年魏源《圣武记》中就有“凡商船出洋者，勒税番银四百圆”的记载[3]。